# Delarsumma
Delarsumman (eller divisorsumman) för ett positivt heltal n, är summan av talets positiva delare och betecknas oftast σ(n).

## Speciella tal definierade från sigmafunktionen
- Om σ(n) = 2n kallas n ett perfekt tal.
- Om σ(n) < 2n kallas n ett defekt tal.
- Om σ(n) > 2n kallas n ett ymnigt tal.
- Om σ(n) = 2n + 1 kallas n ett kvasiperfekt tal.
- Om σ(n) = 2n - 1 kallas n ett nästan-perfekt tal.
- Om σ(σ(n)) = 2n kallas n ett superperfekt tal.

## Exempel
- Talet 28 är delbart med 1, 2, 4, 7, 14 och 28, så σ(28) = 1 + 2 + 4 + 7 + 14 + 28 = 56, vilket är lika med 2·28. Alltså är 28 ett perfekt tal.
- Talet 7 är delbart med 1 och 7, så σ(7) = 1 + 7 = 8, vilket är mindre än 2·7. Alltså är 7 ett defekt tal.
- Talet 12 är delbart med 1, 2, 3, 4, 6 och 12, så σ(12) = 1 + 2 + 3 + 4 + 6 + 12 = 28, vilket är större än 2·12. Alltså är 12 ett ymnigt tal.

## Tillväxt
Sigmafunktioens asymptotiska tillväx ges av formeln 
{\displaystyle \limsup _{n\rightarrow \infty }{\frac {\sigma (n)}{n\,\log \log n}}=e^{\gamma }.}
Detta resultat är Grönwalls sats, publicerat 1913. Hans bevis använder Mertens tredje sats, som säger att
{\displaystyle \lim _{n\to \infty }{\frac {1}{\log n}}\prod _{p\leq n}{\frac {p}{p-1}}=e^{\gamma },}
där p är ett primtal.
Ramanujan bevisade 1915 att under antagandet av Riemannhypotesen gäller olikheten
{\displaystyle \ \sigma (n)<e^{\gamma }n\log \log n} (Robins olikhet)
för alla tillräckligt stora n. Guy Robin bevisade 1984 att olikheten är sann för alla n ≥ 5,041 om och bara om Riemannhypotesen är sann. Detta är Robins sats, och olikheten kom att uppkallas efter honom. Det största kända talet som inte satisfierar olikheten är n=5,040. Riemannhypotesen inte är sann finns det inga större undantag. Om Riemannhypotesen är falsk finns det bevisade Robin att det finns oändligt många tal n som inte satisfierar olikheten, och det är känt att det minsta talet n ≥ 5,041 som inte satisfierar den är superymnigt. Det har bevisats att olikheten gäller för alla tillräckligt stora udda och kvadratfria tal, och att Riemannhypotesen är ekvivalent med att olikheten gäller bara för n som är delbara med femte potensen av ett primtal.
Ett relaterat resultat bevisades av Jeffrey Lagarias 2002. Han bevisade att Riemannhypotesen är ekvivalent med att olikheten
{\displaystyle \sigma (n)\leq H_{n}+\ln(H_{n})e^{H_{n}}}
gäller för alla naturliga tal n där {\displaystyle H_{n}} är det n-te harmoniska talet.
Robin bevisade också att olikheten
{\displaystyle \ \sigma (n)<e^{\gamma }n\log \log n+{\frac {0.6483\ n}{\log \log n}}}
gäller för alla n ≥ 3.